# 香港國際賽事
香港國際賽事（英語：Hong Kong International Races，縮寫：HKIR），是香港最重要的國際賽馬錦標，由四項國際一級賽組成：香港短途錦標（1200米）、香港一哩錦標（1600米）、香港盃（2000米）及香港瓶（2400米）。賽事於每年12月中假沙田馬場舉行，是由香港賽馬會主辦，浪琴冠名贊助，故其現時官方名稱為浪琴香港國際賽事（英語：LONGINES Hong Kong International Races）。

## 歷史
香港國際賽事的前身，是1987/88年度馬季舉辦的「香港邀請盃」，首屆賽事於1988年1月24日舉行，邀請了新加坡、馬來西亞的馬匹參加，並由香港練馬師簡炳墀訓練的「飛躍舞士」取得冠軍。1989年1月，第二屆香港邀請盃由新加坡代表「殖民首長」以短馬頭位險勝，此駒是由練馬師愛倫訓練，是由香港冠軍騎師告東尼策騎。1989年12月，首次邀請澳洲及紐西蘭馬匹參賽，由冷門馬紐西蘭代表「灰色侵略」勝出，賠率達73倍。1993年，賽事更名為「香港國際盃」。
1991年，增設1400米的「香港邀請碗」賽事。1993年，賽事更名為「香港國際碗」。1994年，賽事獲認可為國際三級賽。1995年，賽事升級為二級賽，邀請世界各國馬匹參加，由澳洲代表「塔傑邦」勝出；同屆亦增設2400米的「香港國際瓶」。
1998年至2000年，賽事獲得阿聯酋航空贊助。
1999年，馬會為香港國際賽事進行改革，增設「香港短途錦標」，並把其餘3項賽事中的兩項路程改變。其中，馬會乃將「香港國際盃」易名「香港盃」，並獲升為一級賽，亦成為世界錦標巡迴賽尾關賽事，賽程則增至2000米。「香港國際碗」易名為「香港一哩錦標」，路程由1400米增至1600米。而「香港國際瓶」則易名為「香港瓶」，賽程仍為2400米。
2006年，香港短途錦標的路程由1000米增至1200米。
2004年至2011年，賽事獲得國泰航空冠名贊助，賽事全名因而稱為「國泰航空香港國際賽事」。2012年起改由浪琴表冠名贊助，賽事全名亦改稱「浪琴表香港國際賽事」。
2018年12月9日，主隊歷來首次全取此賽馬日四項一級賽冠軍，包括香港瓶的「時時精綵」、香港短途錦標的「紅衣醒神」、香港一哩錦標的「美麗傳承」及香港盃的「歡樂之光」，而練馬師羅富全第一次憑「紅衣醒神」及「歡樂之光」拿下一級賽殊榮就能起孖。
至今只有騎師巫斯義、莫雷拉、潘頓、莫雅及香港練馬師約翰摩亞、告東尼曾勝出香港國際賽事大滿貫（即勝出所有香港國際賽事）。
2022年，香港國際賽事主要贊助商浪琴表將品牌中文名稱中的「表」字省略，「浪琴表香港國際賽事」亦因而改稱「浪琴香港國際賽事」。同時，尾場賽事完結後恢復舉辦煙火匯演儀式。
2024/25年馬季起，「浪琴香港國際賽事」之所有賽事首次納入香港賽馬會「全球匯合彩池」博彩品牌。

## 賽事

### 香港短途錦標
香港短途錦標途程1200米，獎金2600萬港元，是全球獎金最高的1200米草地賽事。賽事於2002年晉升為國際一級賽。首屆賽事由前香港馬王「靚蝦王」奪得，「精英大師」則於2003年及2004年勝出。

### 香港一哩錦標
香港一哩錦標途程1600米，獎金3600萬港元，是全球獎金最高的草地一哩賽事；香港隊於2006年至2014年期間連續勝出此賽事，創下本賽事的歷史最長的連勝紀錄。本賽事亦誕生了兩匹於同一賽事連奪三年冠軍的馬匹，分別是「好爸爸」及「金槍六十」。

### 香港盃
香港盃途程2000米，獎金4000萬港元，是全港獎金最高暨全球獎金最高的2000米草地賽事，亦是已停辦的世界錦標巡迴賽的最後一站，是由1999年起，一直是巡迴賽的終站賽事。2005年，香港代表「爪皇凌雨」於香港盃勝出，以24分總分成為世界錦標巡迴賽冠軍。直至2006年，世界錦標巡迴賽全面停辦。

### 香港瓶
香港瓶途程2400米，獎金為2400萬港元。前香港馬王「原居民」於1998年奪得香港瓶冠軍，而近代最佳長途馬「多名利」及「時時精綵」亦曾分別於2013年和2018年勝出此賽事。

## 其他節目
在香港國際賽事舉行前的一個半月，將舉辦多項活動，以迎接大賽的到來，活動包括：
- 國際騎師錦標賽：於跑馬地馬場舉行，是由世界頂尖騎師爭奪冠軍。
- 馬會短途錦標、馬會一哩錦標、馬會盃：三場同為國際二級賽，合稱「馬會錦標賽事」，為香港國際賽事參賽馬匹提供熱身賽事，亦作為當時仍爭取擠身各賽事正選名單的報名馬匹之最後入選機會，故稱為「世界草地皇者前哨戰」。
- 浪琴錦標（讓賽）：於10月中以「浪琴賽馬夜」名義在跑馬地馬場舉行，為香港國際賽事的預告賽。

## 參賽國家/地區勝出次數（截至2024年）
- 香港：14次香港盃、20次香港一哩錦標、3次香港瓶、20次香港短途錦標
- 英國：2次香港盃、2次香港一哩錦標、8次香港瓶
- 法國：3次香港盃、1次香港一哩錦標、11次香港瓶
- 澳洲：1次香港盃、3次香港一哩錦標、2次香港短途錦標
- 日本：8次香港盃、4次香港一哩錦標、5次香港瓶、3次香港短途錦標
- 紐西蘭：3次香港盃、1次香港一哩錦標
- 美國：1次香港盃、1次香港一哩錦標
- 愛爾蘭：1次香港盃、1次香港一哩錦標、3次香港瓶
- 阿聯酋：2次香港盃、1次香港一哩錦標、1次香港瓶
- 新加坡：1次香港盃
- 南非：1次香港盃、1次香港短途錦標

## 圖集

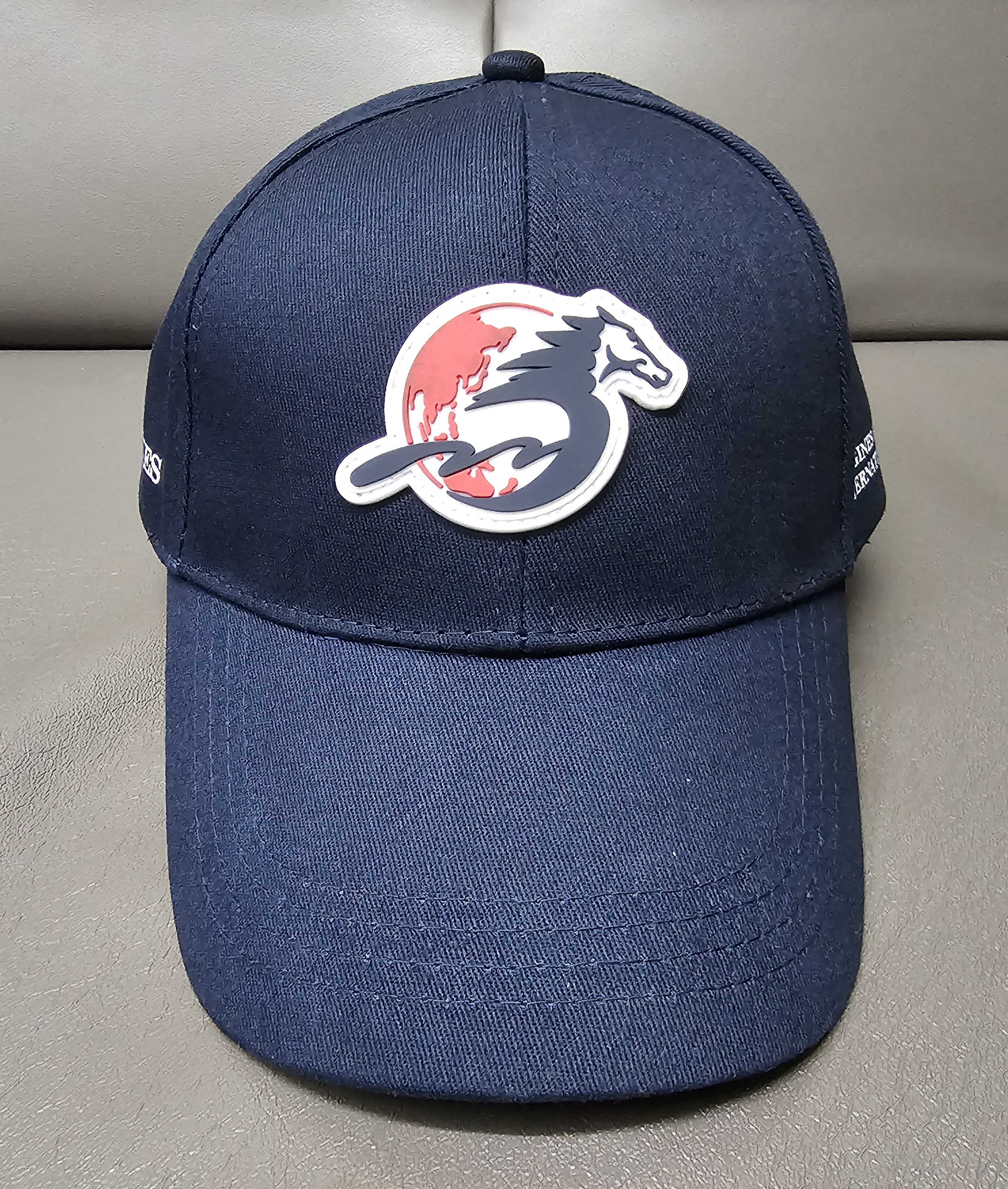
2023年香港國際賽事棒球帽贈品

## 外部連結
- 香港賽馬會 （页面存档备份，存于）
- 浪琴香港國際賽事網站 （页面存档备份，存于）